# Значний правочин
Значний правочин — правочин (крім правочину з розміщення товариством власних акцій), учинений акціонерним товариством, якщо ринкова вартість майна (робіт, послуг), що є його предметом, становить 10 і більше відсотків вартості активів товариства, за даними останньої річної фінансової звітності. 
В залежності від вартості майна або послуг, що є предметом значного правочину, рішення про його вчинення приймається: 
- наглядовою радою акціонерного товариства - якщо ринкова вартість становить від  10 до 25 відсотків вартості активів;
- загальними зборами акціонерного товариства простою більшістью голосів - якщо (А) ринкова вартість перевищує 25 відсотків, але є меншою ніж 50 відсотків вартості активів, а також (Б) у разі несхвалення наглядовою радою правочину, передбаченого попереднім пунктом;
- загальними зборами акціонерного товариства трьома чвертями голосів акціонерів від загальної їх кількості - якщо ринкова вартість перевищує 50 відсотків вартості активів.

Забороняється ділити предмет правочину з метою ухилення від порядку прийняття рішень про вчинення значного правочину. 
Ці правила вчинення значних правочинів не можуть бути змінені статутом акціонерного товариства, але вони можуть бути поширені на інші правочини, які відповідатимуть критеріям, встановленим статутом.

## Наукові
Карчевський К.А. Порядок прийняття рішення про вчинення значного правочину загальними зборами акціонерів  [Архівовано 15 грудня 2018 у Wayback Machine.]
Карчевський К.А. Окремі питання порядку вчинення значного правочину акціонерним товариством  [Архівовано 8 лютого 2019 у Wayback Machine.]
Карчевський К.А. Недійсність значного правочину акціонерного товариства 
Карчевський К.А. Особи, що можуть звертатися з позовом про визнання недійсним значного правочину акціонерного товариства 
Карчевський К. А. Лантінов Ю.Ф. Значні правочини товариств з обмеженою відповідальністю: порівняльно-правова характеристика та перспективи розвитку  [Архівовано 8 квітня 2016 у Wayback Machine.]
Карчевський К.А. Загальна характеристика значних правочинів акціонерних товариств  [Архівовано 27 березня 2017 у Wayback Machine.]
Карчевський К.А. Порядок вчинення укладання) значних правочинів акціонерних товариств  [Архівовано 6 червня 2017 у Wayback Machine.]
Карчевський К.А. Конвертація цінних паперів в прості акції товариства у контексті змісту виключень із правила про значний правочин 
Карчевський К.А. Предмет правочинів з розміщення цінних паперів, як виняток із правила про значний правочин акціонерного товариства 
Карчевський К.А. Поняття значного правочину (доктринальний аспект)   [Архівовано 4 березня 2022 у Wayback Machine.]
Карчевський К.А. Значні правочини акціонерних товариств: порівняльно-правова характеристика 
Карчевський К.А. Правові наслідки порушення акціонерним товариством порядку вчинення значного правочину   [Архівовано 6 березня 2022 у Wayback Machine.]
Карчевський К.А. Проблеми визнання недійсним значного правочину акціонерного товариства, вчиненого з порушенням встановленого порядку   [Архівовано 8 березня 2022 у Wayback Machine.]
Карчевський К.А. Установчі документи та інші локальні акти, як джерела регулювання вчинення значних правочинів акціонерного товариства 
.